# Landkreis Bautzen (1994-2008)
Landkreis Bautzen is een voormalig Landkreis in de Duitse deelstaat Saksen. Het had een oppervlakte van 961,12 km² en een inwoneraantal van 146.197 (31 december 2007).

## Geschiedenis
Bij de herindeling van Saksen in 2008 is het  samen met het voormalige Landkreis Kamenz en de voormalige kreisfreie Stadt Hoyerswerda opgegaan in het nieuwe Landkreis Bautzen.

## Steden en gemeenten
De volgende steden en gemeenten lagen in het district:
| Steden                                                                | Gemeenten |
| --------------------------------------------------------------------- | --- |
| 1. Bautzen 2. Bischofswerda 3. Schirgiswalde 4. Weißenberg 5. Wilthen | 1. Burkau 2. Crostau 3. Cunewalde 4. Demitz-Thumitz 5. Doberschau-Gaußig 6. Frankenthal 7. Göda 8. Großdubrau 9. Großharthau 10. Großpostwitz 11. Guttau 12. Hochkirch 13. Kirschau 14. Königswartha 15. Kubschütz 16. Malschwitz 17. Neschwitz 18. Neukirch/Lausitz 19. Obergurig 20. Puschwitz 21. Radibor 22. Rammenau 23. Schmölln-Putzkau 24. Sohland an der Spree 25. Steinigtwolmsdorf |